# Henryk Szeryng

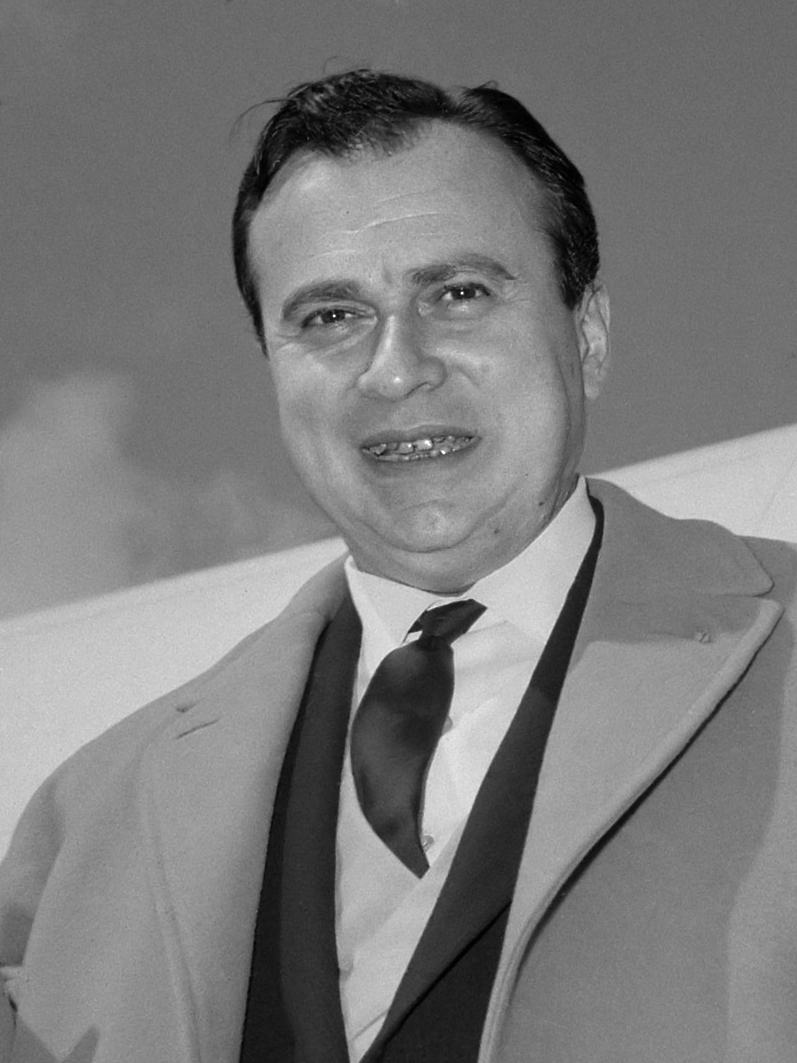
Henryk Szeryng (1964)

Henryk Bolesław Szeryng (Żelazowa Wola, 22 september, 1918 – Kassel, 8 maart, 1988) was een Poolse violist van joodse afkomst.

## Levensloop
Hij studeerde in zijn geboorteplaats en later bij Carl Flesch in Berlijn. Zijn solodebuut maakte hij in 1933 met het Vioolconcert van Johannes Brahms. Van 1933 tot 1939 studeerde hij compositie in Parijs bij Nadia Boulanger en gedurende de Tweede Wereldoorlog werkte hij als vertaler voor de Poolse regering in ballingschap (Szeryng sprak zeven talen vloeiend) en gaf concerten voor de geallieerde troepen over de hele wereld. Gedurende een van die concerten in Mexico-Stad kreeg hij het aanbod om het strijkersdepartement van de universiteit aldaar over te nemen. Hij accepteerde het aanbod en werd Mexicaans staatsburger in 1946.
Aanvankelijk gaf Szeryng viool- en compositieles, maar in 1954 keerde hij terug naar de concertpraktijk. Zijn debuut in 1954 in New York was de opstap voor wereldtournees die hij daarna voor de rest van zijn leven veelvuldig maakte. Zijn benadering van muziek is doorgaans doordacht, pretentieloos en met respect voor de componisten die hij vertolkt. Zijn muzikale nalatenschap maakt deel uit van wat gerekend wordt tot de tijd van de grootste violisten van de 20e eeuw.
Szeryng nam diverse werken op, waaronder twee van de vioolsonates van Bach, en diverse sonates van Beethoven en Brahms, met pianist Arthur Rubinstein. Hij componeerde ook werken voor kamermuziek en een paar vioolconcerten.
Hij bezat de Guarneri 'Del Gesu' viool "Le Duc" en de Stradivarius "King David". De eerste viool was het instrument dat hij het meest gebruikte bij zijn opnamen, de laatste doneerde hij later aan de staat Israël.

## Prijzen en onderscheidingen
Grammy Award for Best Chamber Music Performance:
- Pierre Fournier, Arthur Rubinstein & Henryk Szeryng voor Schubert: Trios nrs. 1 in Bes, Op. 99 and 2 in Es, Op. 100 (Pianotrio's) (1976).
- Pierre Fournier, Arthur Rubinstein & Henryk Szeryng voor Brahms: Trio's (Complete)/Schumann: Trio nr. 1 in d klein (1975).
- Grand Prix du Disque 1959 voor het Brahms Vioolconcert met de London Symphony Orchestra o.l.v. Pierre Monteux.
- Grand Prix du Disque voor de Bach Solo Sonates and Partita's (DGG).

- Biblioteca Nacional de España: XX849508
- Bibliothèque nationale de France: cb139002418 (data)
- CiNii: DA08796479
- Gemeinsame Normdatei: 124691676
- International Standard Name Identifier: 0000 0001 1023 2022
- KulturNav: 22600bb2-034c-435e-b926-ba5c9f63fc22
- Library of Congress Control Number: n85072674
- Nationale Bibliotheek van Letland: 000159211
- MusicBrainz: df6220cf-9efb-4c4e-a46c-9f0bfc9611b2
- Nationale Bibliotheek van Tsjechië: pna2009505106
- Nationale Bibliotheek van Israël: 987007280723905171
- Nationale Bibliotheek van Polen: a0000002372117
- Nederlandse Thesaurus van Auteursnamen: 072633034
- Istituto Centrale per il Catalogo Unico: RAVV100052
- SNAC: w6d5265r
- Système universitaire de documentation: 032711670
- Virtual International Authority File: 27253341
- WorldCat: E39PBJy4hCDgTWrxRwXytMGrbd